# 澳門科技大學
澳门科技大学（葡萄牙語：Universidade de Ciência e Tecnologia de Macau），建校于2000年，是一所位于澳门的私立綜合型大學。
澳门科技大学拥有中华人民共和国科学技术部批准設立2個國家重點實驗室、1個国家野外观测站、6個中华人民共和国教育部人文社科重点研究伙伴基地、1個中华人民共和国水利部重点实验室。是中华人民共和国国家一流大学建设系列研讨会的成員。

## 历史沿革
1999年，澳門时任特首何厚鏵、社会文化司时任司长崔世安、企业家廖泽云等人發想創辦事宜。
2000年3月31日，澳门科技大学举行成立新闻发布会，設立資訊科技學院、行政与管理学院、法學院、中醫藥學院等學院，由何厚鏵任澳门科技大学荣誉校监。同年9月招收新生。
2016年，诺贝尔生理学或医学奖得主厄溫·內爾任教，成立厄溫·內爾博士生物物理与中医药研究室。

## 管制架构
根据澳门特别行政区政府第22/2006号行政命令，澳门科技大学基金会为澳门科技大学的所有人。
大学现任校监为廖泽云博士，校长为李行伟讲座教授。 大學的榮譽校監為澳門特別行政區行政長官，另設大學校董會執行決策。廖泽云博士任大学校董会主席。目前設有九所學院。

## 校长
- 周礼杲（2000年9月1日至2002年6月30日）[14]
- 许敖敖（2003年1月1日至2012年12月31日）[19]
- 劉良（2013年1月1日至2020年12月31日）[20]
- 李行偉（2021年1月1日至今）[21]

## 学院与课程
学术学院（Faculty）方面，大学設有9个学院：人文艺术学院、商学院、法学院、中医药学院、医学院、药学院、酒店与旅游管理学院、国际学院、创新工程学院、博雅學院。学术学院下设有专业学院（School）、学系（Department）及相关研究中心。提供21个学士学位、37个硕士学位课程、32个博士学位课程。授课语言以英语为主，部分课程以中、葡或西班牙语授课。。

## 校園設施
大學校园内設置教学大楼、教学实验室、图书馆、便利店、银行中心、学生餐厅、教学餐厅、厨艺天地、咖啡阁、电脑店等。體育設施包含、户外活动场地(如運動場、G座的户外篮球场、篮/排球场、网球场、乒乓球场和體育館)。设有科大醫院，科大醫院包含中、西医门诊各专科。。设有宿舍。包含休闲区、阅读区、康乐活动健身区、洗衣房和公用厨房。。

## 研究單位
设有国家重点实验室、国家野外科学观测研究站、教育部人文社科重点研究伙伴基地、教育部联合实验室、水利部重点实验室、產學研示範基地、教學醫院等。

## 学术刊物
| 刊物名稱             | 創刊年份  | 国际标准期刊号 | 內容 | 參考來源 |
| -------------------- | --------- | -------------- | --- | -------- |
| 《澳门科技大学学报》 | 2007年    | ISSN 1994-4926 | 專業性学术期刊，下設「人文社會科學版」與「自然科學版（籌辦中）」。为季刊，每年3、6、9月和12月出版。主要刊登歷史學、社会科学、人文藝術、商學、管理科学、法學、哲學等人文社會科學領域。 | [ 33 ]   |
| 《澳门学》           | 2022年4月 | ISSN 2788-9173 | 澳门科技大学澳门学研究中心主办的刊物，为半年刊。 以歷史學和文化遺產學科內容為主。 | [ 34 ]   |

## 英國高等教育质量保障局評鑑
獲得英國高等教育质量保障局（QAA）高等教育素质评鉴及院校认证（Institutional Accreditation）。

## 外部連結
- 澳門科技大學Youtube频道 （页面存档备份，存于）
- 澳門科技大學官方網站 （页面存档备份，存于）
- 澳門科技大學圖書館 （页面存档备份，存于）
- 澳門科技大學 bilibili频道 （页面存档备份，存于）
- 澳門科技大學 腾讯视频频道 （页面存档备份，存于）
- 澳門科技大學 Facebook頁面